# Bazzi

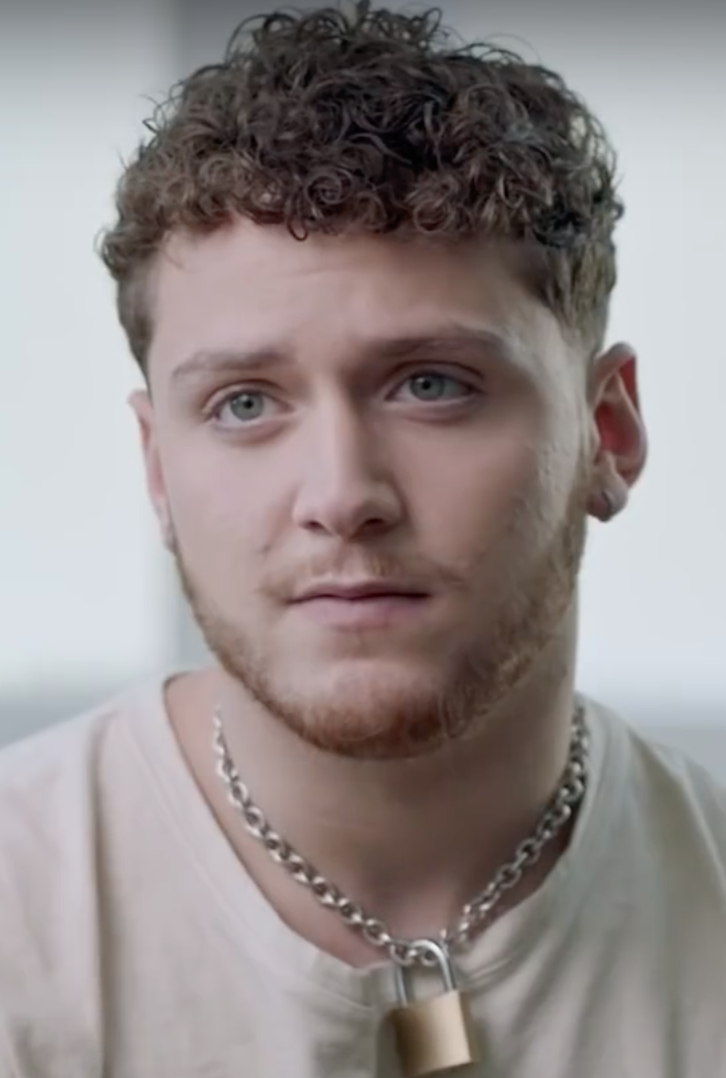
Bazzi 2019

Bazzi (* 28. August 1997 als Andrew Bazzi in Dearborn, Michigan) ist ein US-amerikanischer Singer-Songwriter.

## Biografie
Andrew Bazzi wurde in Dearborn, Michigan geboren. Sein Vater ist libanesischer Herkunft. Bereits in früher Kindheit lernte Bazzi, Gitarre zu spielen, später auch unter anderem Schlagzeug und Bass. Ab 2012 begann er, Coverversionen verschiedener Pop-Songs auf der Videoplattform YouTube hochzuladen. Nach dem Abschluss der High School zog er nach Los Angeles.
Erstmals größere Bekanntheit erreichte er über die Plattform Vine, auf welcher er im September 2015 über 1,5 Millionen Follower verzeichnete. 2016 und 2017 folgten mehrere Single-Veröffentlichungen, großen Erfolg erzielte darunter der im Oktober 2017 veröffentlichte Song Mine, durch welchen Bazzi internationale Bekanntheit erlangte. Anfang 2018 entwickelte sich das Lied zu einem Internetphänomen auf Snapchat, anschließend erreichte es bis Februar weltweit über 72 Millionen Streams auf Spotify und stieg in vielen Ländern weltweit in die Charts ein und erreichte später unter anderem Platz 11 der Billboard Hot 100 sowie die Top 10 der schwedischen, norwegischen und neuseeländischen Musikcharts.
Am 12. April 2018 veröffentlichte Bazzi sein Debütalbum Cosmic. Hierfür spielte er bei allen Tracks selbst Instrumente ein. Das Album stieg bis auf Platz 14 der US-Albumcharts.

## Diskografie

### Studioalben
| Jahr | Titel  | Höchstplatzierung, Gesamtwochen, AuszeichnungChartplatzierungen (Jahr, Titel, Platzierungen, Wochen, Auszeichnungen, Anmerkungen) | Höchstplatzierung, Gesamtwochen, AuszeichnungChartplatzierungen (Jahr, Titel, Platzierungen, Wochen, Auszeichnungen, Anmerkungen) | Anmerkungen                                                |
| Jahr | Titel  | UK | US | Anmerkungen                                                |
| ---- | ------ | --- | --- | ---------------------------------------------------------- |
| 2018 | Cosmic | UK65 Gold · (1 Wo.)UK | US14 Platin · (111 Wo.)US | Erstveröffentlichung: 12. April 2018 Verkäufe: + 1.265.000 |

### Mixtapes
| Jahr | Titel          | Höchstplatzierung, Gesamtwochen, AuszeichnungChartsChartplatzierungen (Jahr, Titel, Platzierungen, Wochen, Auszeichnungen, Anmerkungen) | Anmerkungen                                             |
| Jahr | Titel          | US | Anmerkungen                                             |
| ---- | -------------- | --- | ------------------------------------------------------- |
| 2019 | Soul Searching | US20 (14 Wo.)US | Erstveröffentlichung: 9. August 2019 Verkäufe: + 55.000 |

### Singles
| Jahr | Titel Album             | Höchstplatzierung, Gesamtwochen, AuszeichnungChartplatzierungen (Jahr, Titel, Album, Platzierungen, Wochen, Auszeichnungen, Anmerkungen) | Höchstplatzierung, Gesamtwochen, AuszeichnungChartplatzierungen (Jahr, Titel, Album, Platzierungen, Wochen, Auszeichnungen, Anmerkungen) | Höchstplatzierung, Gesamtwochen, AuszeichnungChartplatzierungen (Jahr, Titel, Album, Platzierungen, Wochen, Auszeichnungen, Anmerkungen) | Höchstplatzierung, Gesamtwochen, AuszeichnungChartplatzierungen (Jahr, Titel, Album, Platzierungen, Wochen, Auszeichnungen, Anmerkungen) | Höchstplatzierung, Gesamtwochen, AuszeichnungChartplatzierungen (Jahr, Titel, Album, Platzierungen, Wochen, Auszeichnungen, Anmerkungen) | Anmerkungen                                                                      |
| Jahr | Titel Album             | DE | AT | CH | UK | US | Anmerkungen                                                                      |
| ---- | ----------------------- | --- | --- | --- | --- | --- | -------------------------------------------------------------------------------- |
| 2017 | Mine Cosmic             | DE25 Gold · (15 Wo.)DE | AT27 (11 Wo.)AT | CH27 Gold · (16 Wo.)CH | UK21 Platin · (11 Wo.)UK | US11 ×5Fünffachplatin · (34 Wo.)US | Erstveröffentlichung: 12. Oktober 2017 Verkäufe: + 6.695.000                     |
| 2018 | Beautiful (Remix) –     | DE79 (6 Wo.)DE | — | CH92 Gold · (5 Wo.)CH | UK33 Gold · (12 Wo.)UK | US26 ×4Vierfachplatin · (27 Wo.)US | Erstveröffentlichung: 2. August 2018 feat. Camila Cabello; Verkäufe: + 5.315.000 |
| 2019 | Paradise Soul Searching | — | — | — | UK64 Silber · (7 Wo.)UK | US91 Platin · (3 Wo.)US | Erstveröffentlichung: 4. April 2019 Verkäufe: + 1.420.000                        |

Weitere Singles
- 2016: Alone
- 2017: Sober
- 2017: Beautiful
- 2018: Why? (US: Platin)
- 2018: Gone
- 2018: Honest (US: Gold)
- 2018: 3:15 (US: Gold)
- 2018: Myself (US: Gold)
- 2019: Caught in the Fire
- 2019: Focus (feat. 21 Savage)
- 2019: I.F.L.Y. (US: Platin)
- 2020: Young & Alive
- 2020: Renee’s Song
- 2020: I Got You
- 2020: Crazy

### Als Gastmusiker
- 2019: I Don’t Even Know You Anymore (Netsky feat. Bazzi & Lil Wayne)

## Auszeichnungen für Musikverkäufe
| Goldene Schallplatte - Brasilien - 2021: für das Album Cosmic - 2021: für die Single Why? - Dänemark - 2019: für die Single Beautiful - Frankreich - 2018: für die Single Mine - 2024: für die Single Beautiful - Italien - 2018: für die Single Mine - 2019: für die Single Beautiful - Kanada - 2020: für die Single Young & Alive - 2021: für das Album Soul Searching - 2021: für die Single Focus - 2021: für die Single Honest - Norwegen - 2019: für das Album Cosmic - 2019: für die Single Beautiful - Polen - 2021: für die Single Myself - Portugal - 2022: für die Single I.F.L.Y. - Spanien - 2024: für die Single Beautiful - 2024: für die Single Mine | Platin-Schallplatte - Australien - 2019: für die Single Paradise - 2020: für die Single I.F.L.Y. - Brasilien - 2021: für die Single I.F.L.Y. - 2021: für die Single Myself - 2021: für die Single Paradise - Dänemark - 2019: für die Single Mine - 2024: für das Album Cosmic - Kanada - 2021: für das Album Cosmic - 2021: für die Single 3:15 - 2021: für die Single I.F.L.Y. - 2021: für die Single Myself - 2021: für die Single Why? - Neuseeland - 2024: für das Album Soul Searching - Polen - 2021: für die Single Beautiful - 2021: für die Single Mine - Portugal - 2019: für die Single Beautiful - 2019: für die Single Mine - Schweden - 2018: für die Single Mine - Singapur - 2020: für das Album Cosmic | 2× Platin-Schallplatte - Kanada - 2021: für die Single Paradise - Neuseeland - 2020: für die Single Beautiful - 2022: für die Single Paradise - 2023: für das Album Cosmic - 2023: für die Single I.F.L.Y. 3× Platin-Schallplatte - Australien - 2019: für die Single Mine - 2021: für die Single Beautiful - Brasilien - 2021: für die Single Beautiful - Neuseeland - 2021: für die Single Mine 4× Platin-Schallplatte - Kanada - 2021: für die Single Beautiful 5× Platin-Schallplatte - Kanada - 2021: für die Single Mine Diamantene Schallplatte - Brasilien - 2021: für die Single Mine |

Anmerkung: Auszeichnungen in Ländern aus den Charttabellen bzw. Chartboxen sind in ebendiesen zu finden.
| Land/RegionAuszeichnungen für Musikverkäufe (Land/Region, Auszeichnungen, Verkäufe, Quellen) | Silber  | Gold       | Platin       | Diamant  | Verkäufe   | Quellen              |
| -------------------------------------------------------------------------------------------- | ------- | ---------- | ------------ | -------- | ---------- | -------------------- |
| Australien (ARIA)                                                                            | —       | —          | 8× Platin8   | —        | 560.000    | aria.com.au          |
| Brasilien (PMB)                                                                              | —       | 2× Gold2   | 6× Platin6   | Diamant1 | 440.000    | pro-musicabr.org.br  |
| Dänemark (IFPI)                                                                              | —       | Gold1      | 2× Platin2   | —        | 155.000    | ifpi.dk              |
| Deutschland (BVMI)                                                                           | —       | Gold1      | —            | —        | 200.000    | musikindustrie.de    |
| Frankreich (SNEP)                                                                            | —       | 2× Gold2   | —            | —        | 200.000    | snepmusique.com      |
| Italien (FIMI)                                                                               | —       | 2× Gold2   | —            | —        | 50.000     | fimi.it              |
| Kanada (MC)                                                                                  | —       | 4× Gold4   | 16× Platin16 | —        | 1.440.000  | musiccanada.com      |
| Neuseeland (RMNZ)                                                                            | —       | —          | 12× Platin12 | —        | 315.000    | radioscope.co.nz NZ2 |
| Norwegen (IFPI)                                                                              | —       | 2× Gold2   | —            | —        | 35.000     | ifpi.no              |
| Polen (ZPAV)                                                                                 | —       | Gold1      | 2× Platin2   | —        | 50.000     | olis.pl              |
| Portugal (AFP)                                                                               | —       | Gold1      | 2× Platin2   | —        | 25.000     | Einzelnachweise      |
| Schweden (IFPI)                                                                              | —       | —          | Platin1      | —        | 40.000     | sverigetopplistan.se |
| Schweiz (IFPI)                                                                               | —       | 2× Gold2   | —            | —        | 20.000     | hitparade.ch         |
| Singapur (RIAS)                                                                              | —       | —          | Platin1      | —        | 10.000     | rias.org.sg          |
| Spanien (Promusicae)                                                                         | —       | 2× Gold2   | —            | —        | 60.000     | elportaldemusica.es  |
| Vereinigte Staaten (RIAA)                                                                    | —       | 3× Gold3   | 13× Platin13 | —        | 14.500.000 | riaa.com             |
| Vereinigtes Königreich (BPI)                                                                 | Silber1 | 2× Gold2   | Platin1      | —        | 1.300.000  | bpi.co.uk            |
| Insgesamt                                                                                    | Silber1 | 25× Gold25 | 64× Platin64 | Diamant1 |            |                      |